# Dolev
Dolev (hebreiska: דולב) är en  judisk bosättning på  Västbanken. Den ligger i den nordöstra delen av landet. Dolev ligger 610 meter över havet och antalet invånare är 1 195.
Terrängen runt Dolev är huvudsakligen kuperad, men åt sydost är den platt. Terrängen runt Dolev sluttar brant västerut. Runt Dolev är det tätbefolkat, med 947 invånare per kvadratkilometer. Närmaste större samhälle är Jerusalem, 19,1 km söder om Dolev. Trakten runt Dolev består till största delen av jordbruksmark.